# Rhopalosiphum rufiabdominalis
Rhopalosiphum rufiabdominalis är en insektsart. Rhopalosiphum rufiabdominalis ingår i släktet Rhopalosiphum och familjen långrörsbladlöss. Inga underarter finns listade i Catalogue of Life.